# Huta Stalowa Wola
Huta Stalowa Wola (HSW SA) là một nhà thầu quốc phòng và nhà máy thép. Đây là một nhà sản xuất thiết bị quân sự lớn ở Ba Lan, nằm ở Stalowa Wola.

## Lịch sử
Nó được thành lập vào năm 1938-1939 tại Cộng hòa Ba Lan Đệ Nhị. Đó là một phần chính của một loạt các khoản đầu tư được thực hiện bởi chính phủ Ba Lan trong những năm 1936 – 1939 để tạo ra Khu công nghiệp trung tâm. Đây là một nhóm các nhà máy được xây dựng ở một khu vực ở giữa đất nước, cách xa biên giới với Đức và Liên Xô. Nó được thiết kế để cung cấp một vị trí an toàn hợp lý để sản xuất vũ khí và hàng hóa công nghệ cao. 

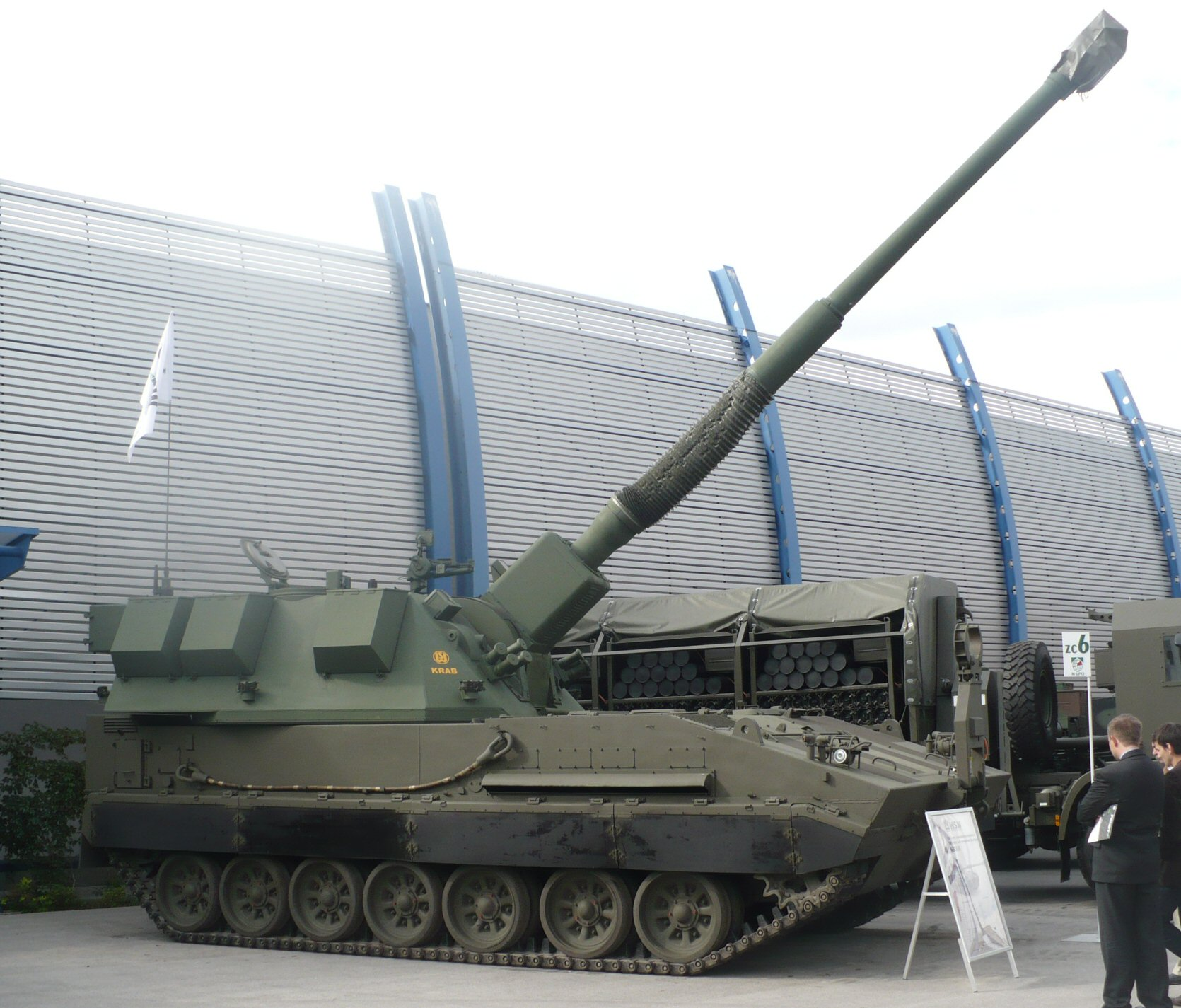
155mm Howitzer Krab

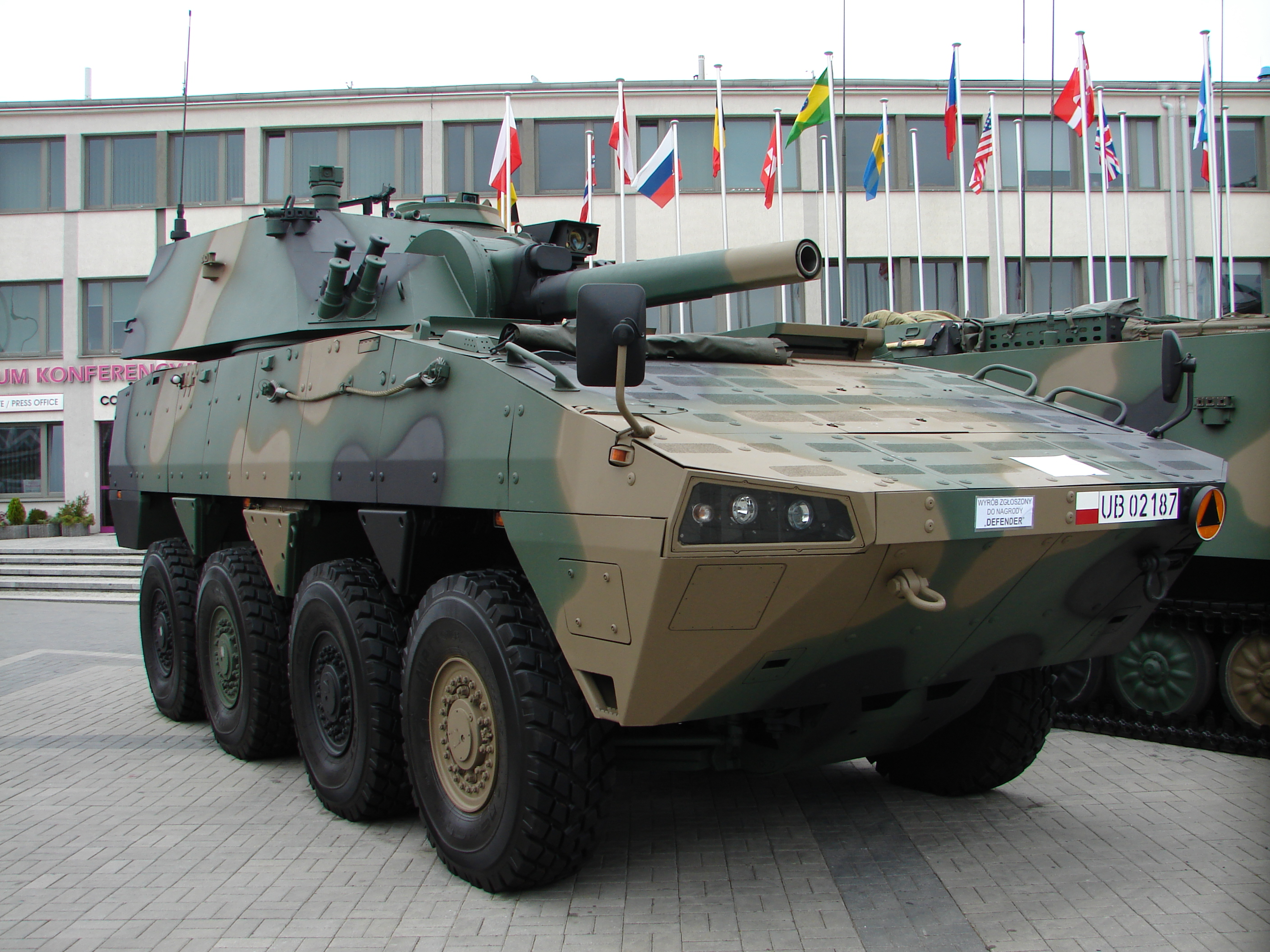
Súng cối RAK 120mm, HSW là nhà sản xuất bộ phận tháp pháo, xe đến từ loại WZM KTO Rosomak

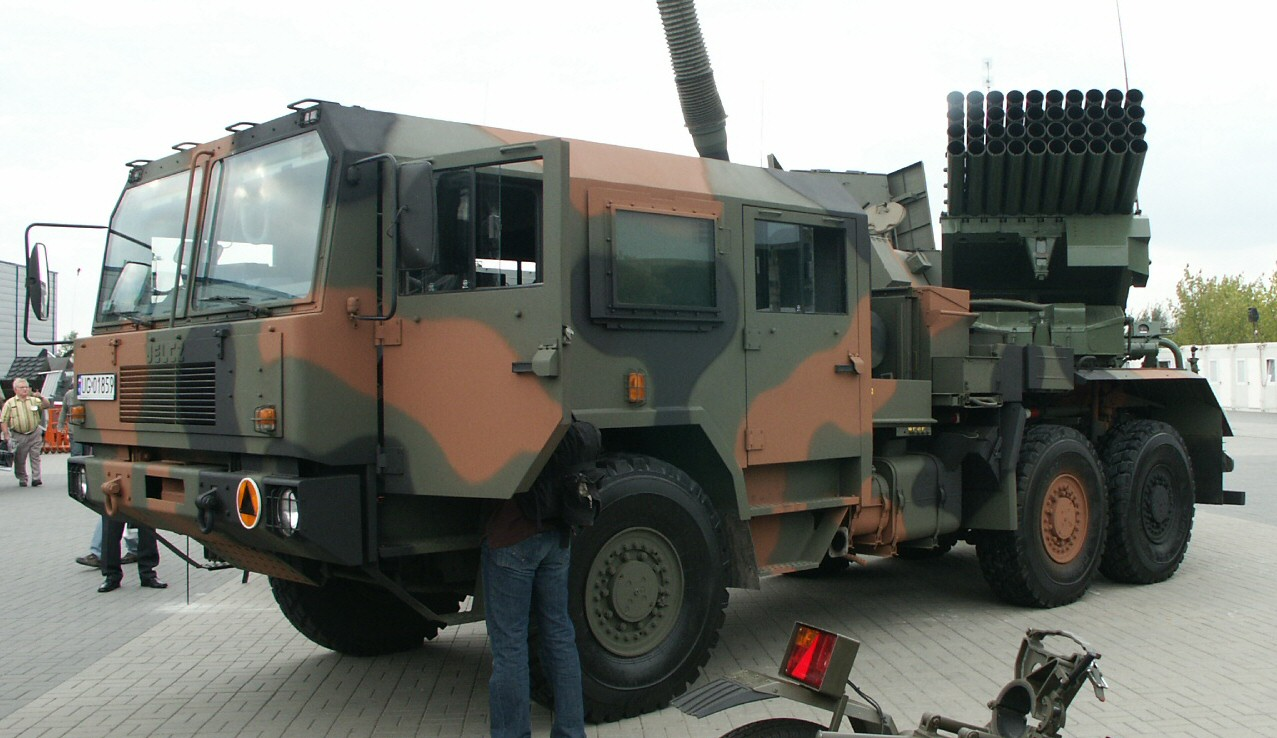
WR-40 Langusta

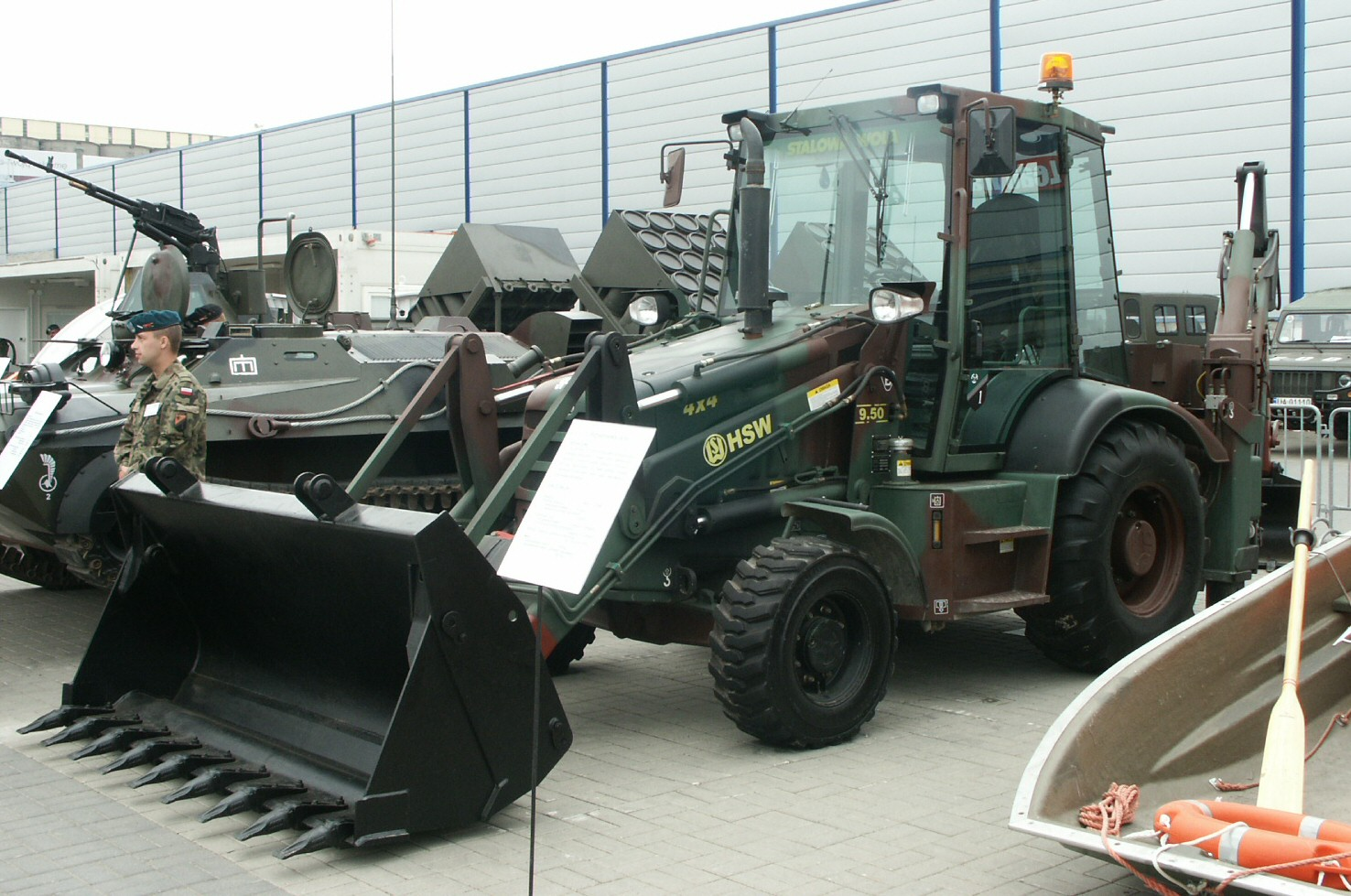
UMI Lực lượng vũ trang Ba Lan backhoe loader UMI, phiên bản HSW 9,50 do Huta Stalowa Wola sản xuất

Nhà máy được thành lập để sản xuất thép và vũ khí làm từ hợp kim nặng - pháo và súng máy hạng nặng - vào năm 1937. Một thành phố nhanh chóng phát triển xung quanh nhà máy, và lấy tên từ đó (thị trấn Stalowa Wola).
Trong những năm 1960 và 1970, công ty bắt đầu sản xuất máy móc xây dựng hạng nặng, và trong những năm 1980, đây là một trong những trung tâm hoạt động đối lập chính (xem cuộc đình công của Ba Lan năm 1988). Năm 1991, Huta Stalowa Wola trở thành công ty cổ phần.
Nó vẫn là chủ nhân lớn trong thị trấn, và là nhà sản xuất thiết bị quân sự lớn của Ba Lan.
HSW SA kể từ ngày 1 tháng 2 năm 2012 đã bán bộ phận máy móc xây dựng của mình cho Máy móc Liugong Quảng Tây.
Vào năm 2012, HSW đã mua Jelcz-Komponenty Sp. z OO.
HSW SA được bao gồm trong Polska Grupa Zbrojeniowa SA.

## Cổ đông
- Polska Grupa Zbrojeniowa S.A. – 85,09%
- Skarb Państwa - 4,15%
- PGE Obrót SA - 1,08%
- Adamchot Grzegorz - 1,02%
- PGNiG SA - 0,81%